# 刘峻峰
刘峻峰（1899年—1988年），男，湖北枣阳人，中国筑港工程和航道治理专家，曾任交通部航务工程管理局总工程师，第三届全国人大代表，第五、六届全国政协委员。